# هوشتانة
كان هوشتانة أو اوسطن، كيميائي، وفيلسوف، موغ من بلاد فارس خلال الأخمينية. الاسم الآخر هو هوشتان في اليونانية وهيوستانيوس في المقدونية.
كان يُعتبر أحد الکيميائيين في سلالة موغ في زرادشت، الذين رافقوا خشایارشاه في ایصال جیشه إلى اليونان، حيث قام بتدريس الكيمياء والسحر. تم الترحيب به كمدرسة تدريب والتي، وفقًا لبليني، العديد من فلاسفة اليونان مثل فيثاغورس وإمبيدوكليس، ديموقريطس وأفلاطون للسفر إلى الخارج للدراسة، ثم عادوا لتدريسها. كما قام بتدريس ديموقريطس (مؤسس نظرية الذرة) في اليونان.
يعتبر أول كاتب في السحر وكان دائمًا يعتبر أحد المصادر الرئيسية للكيمياء ونسبت إليه العديد من الأعمال. اكتشف القدماء حجر الساحر (يمكن لحامل الحجر أن يحول إنتاجية تلك المعادن إلى ذهب ولتحقيق الخلود والعمر الطويل باللغة الإنجليزية: حجر الفيلسوف).

## التسمية
تأتي كلمة «أوستن» من اللغة الفارسية القديمة بالنطق «ح) أوشتانه» أو «(ه) أوشتانه» وتعني «المقام الجید والحالة الجيدة». وقد نجا هذا الاسم في اللغة الفارسية الجديدة باسم «أستان» أو «أستانه» ويستخدم بنفس المعنى كما كان من قبل، بمعنى «المكان الجيد». ينعكس هذا الاسم أيضًا في المصادر العيلامية والبابلية. يطلق عليه "Οστάνης" في اليونانية و "Ostanes" في اللغات الأوروبية.

## آثاره
لم تقبى أي نسخة من مؤلفاته باللغة الفارسية القديمة، والمجموعات المتوفرة هي في الغالب ترجمات عربية للنصوص السريانية والفارسية والأفيستان واليونانية. وفيما يلي قائمة الكتب التي اقتبسها فؤاد سزكين في تاريخ الكتابات العربية:
- المصحف في الصناعة الإلهية.
- كتاب في الكيمياء.
- رسالة على خصائص الحروف.
- كتاب علم العلم.